# 댄 라운드필드

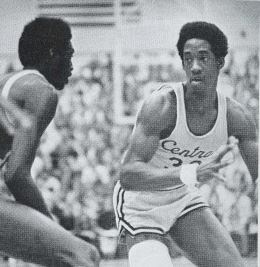

댄 라운드필드(Dan Roundfield, 본명: 대니 토마스 라운드필드, Danny Thomas Roundfield, 1953년 5월 26일 ~ 2012년 8월 6일)는 미국의 프로 농구 선수였다. 6'8"의 포워드/센터로서 1971년 디트로이트 채드시 고등학교를 졸업했다. 대학 현장에서 라운드필드는 센트럴 미시간 대학교의 올 미드 아메리칸 콘퍼런스 팀에 두 번 선발되었다. 또한 1975년 MAC 선수이기도 했다.
라운드필드는 아메리칸 농구 협회(American Basketball Association)와 전미 농구 협회(National Basketball Association)에서 12시즌을 보냈으며 인디애나 페이서스(1975-1978), 애틀랜타 호크스(1978-1984), 디트로이트 피스톤스(1984-1985), 워싱턴 불릿츠(1985-1987)에서 뛰었다. 그 후 그는 이탈리아 토리노로 이주하여 억실리움 토리노에서 한 시즌을 뛰었다.
라운드필드는 강력한 리바운더이자 끈질긴 수비수라는 명성을 얻었으며, 그의 경력 동안 그는 5개의 NBA 올-디펜시브 팀과 3개의 올스타 팀에 이름을 올렸다. 그의 별명은 닥터 라운즈(Dr. Rounds)였다.

## 경력
- 1975~1978: 인디애나 페이서스
- 1978~1984: 애틀랜타 호크스
- 1984~1985: 디트로이트 피스톤스
- 1985~1987: 워싱턴 불렛츠
- 1987~1988: 아실리움 토리노